# Séminaire de Tournai
Het Seminarie van Doornik (Séminaire de Tournai) is het seminarie voor het bisdom Doornik en staat onder leiding van E.H. Daniel Procureur.
Het seminarie is reeds twee eeuwen gehuisvest in de rue des Jésuites en voorziet in de opleiding van de priesters voor het bisdom.
Ook het Institut de Théologie en vele andere diocesane diensten vinden een onderkomen in hetzelfde gebouw.

## Geschiedenis en gebouwen

### Geschiedenis
De eerste bewoners van de gebouwen in de Rue des Jésuites waren de paters van de Jezuïeten. Aangekomen in Doornik in 1554, vestigden de jezuïeten zich in de "rue des Allemans" of "de Babylone", voorheen "rue de la Vigne". Hun college werd ingewijd in 1595.
Na de onderdrukking van de Compagnie van Jezus door Paus Clemens XIV in 1773, werd het college van Doornik te koop aangeboden en in 1779 gekocht door de monniken van de Abdij van Saint-Médard uit Doornik, de voormalige abdij van Saint-Nicolas-des-Prés. Deze religieuzen werden in 1797 door commissarissen van de Franse Republiek uit het gebied verdreven. De gebouwen werden toen de zetel van de subprefectuur van het departement Jemappes. In 1807-1808 verkreeg Mgr. François-Joseph Hirn, eerste bisschop van Doornik volgens het concordaat van 15 juli 1801, de overheidsgebouwen van Napoleon Bonaparte om daarin het bisschoppelijk Seminarie te installeren. Hij heeft de gebouwen tegen hoge kosten hersteld dankzij schenkingen van priesters en de gelovigen van het bisdom.

### Woonverblijven en tuinen

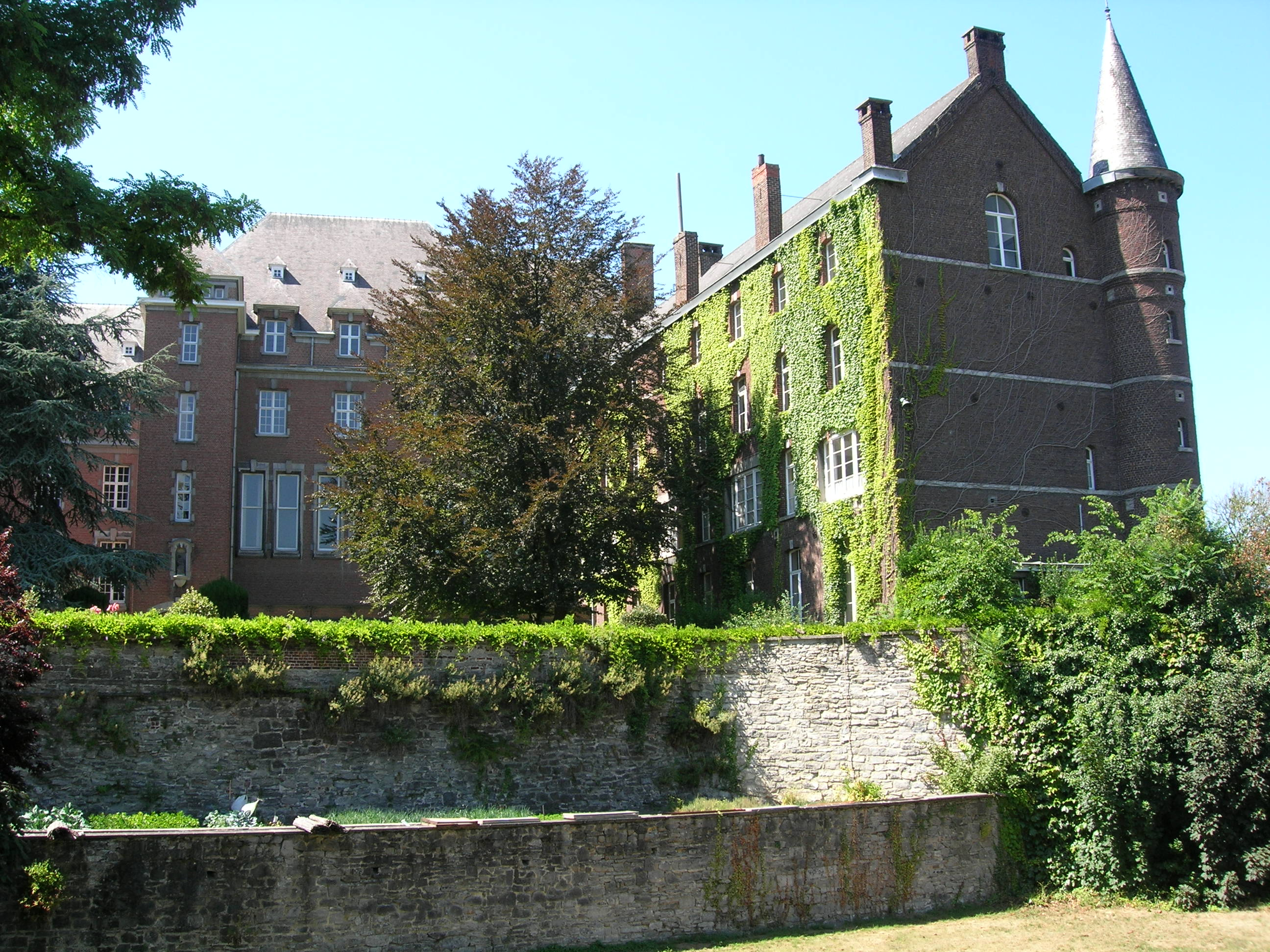
Zicht op het seminarie vanuit de tuin

Het eerste verblijf werd in de tweede helft van de 16e eeuw gebouwd. De volgende eeuwen werden gekenmerkt door grote bouw-, ontwikkelings- en restauratiewerken. Achtereenvolgens verrezen: het centraal gebouw aan het einde van de binnenplaats, waarvan alleen het onderste deel van de gevel is overgebleven (1640); rechtervleugel achter de kerk (1640); gebouw links van de binnenplaats (1679); een gebouw aan de straatzijde met grote toegangsdeur met daarboven een driehoekig fronton in klassieke stijl (1731); vleugel links eind 19e eeuw; "quartier des Sœurs"  (zusterverblijf 1938); het centraal gebouw werd vergroot in de jaren 1947-1952.
Deze groep gebouwen heeft een hoefijzervorm, waarvan de opening een terrastuin omvat. Deze kijkt uit over een grotere tuin die eronder ligt en wordt doorkruist door de oude wal van de stad (12e-13e eeuw). Aan de rechterkant van de grote tuin staat een gebouw met één verdieping (1754).

### Seminariekerk

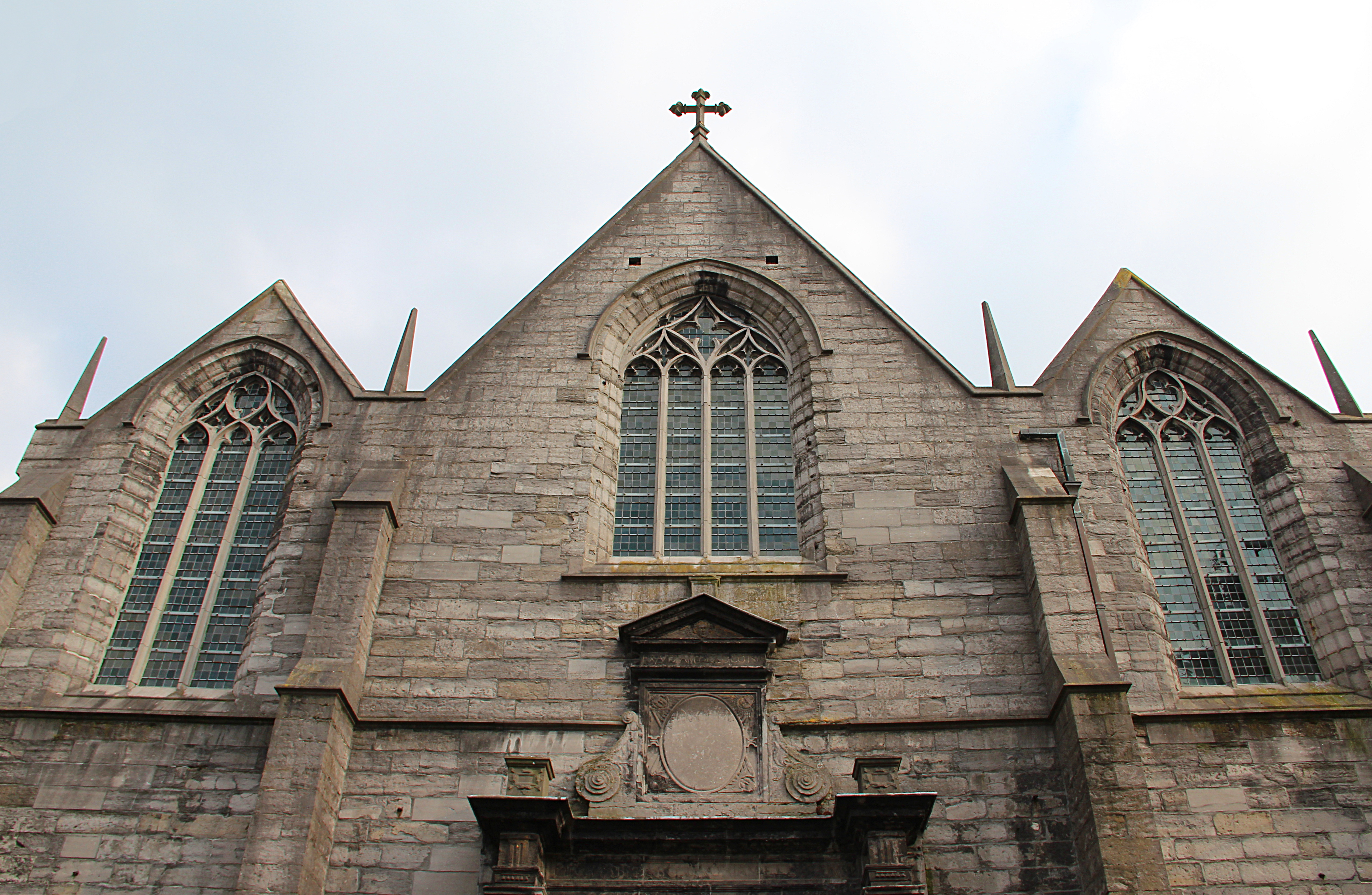
Voorgevel van de seminariekerk

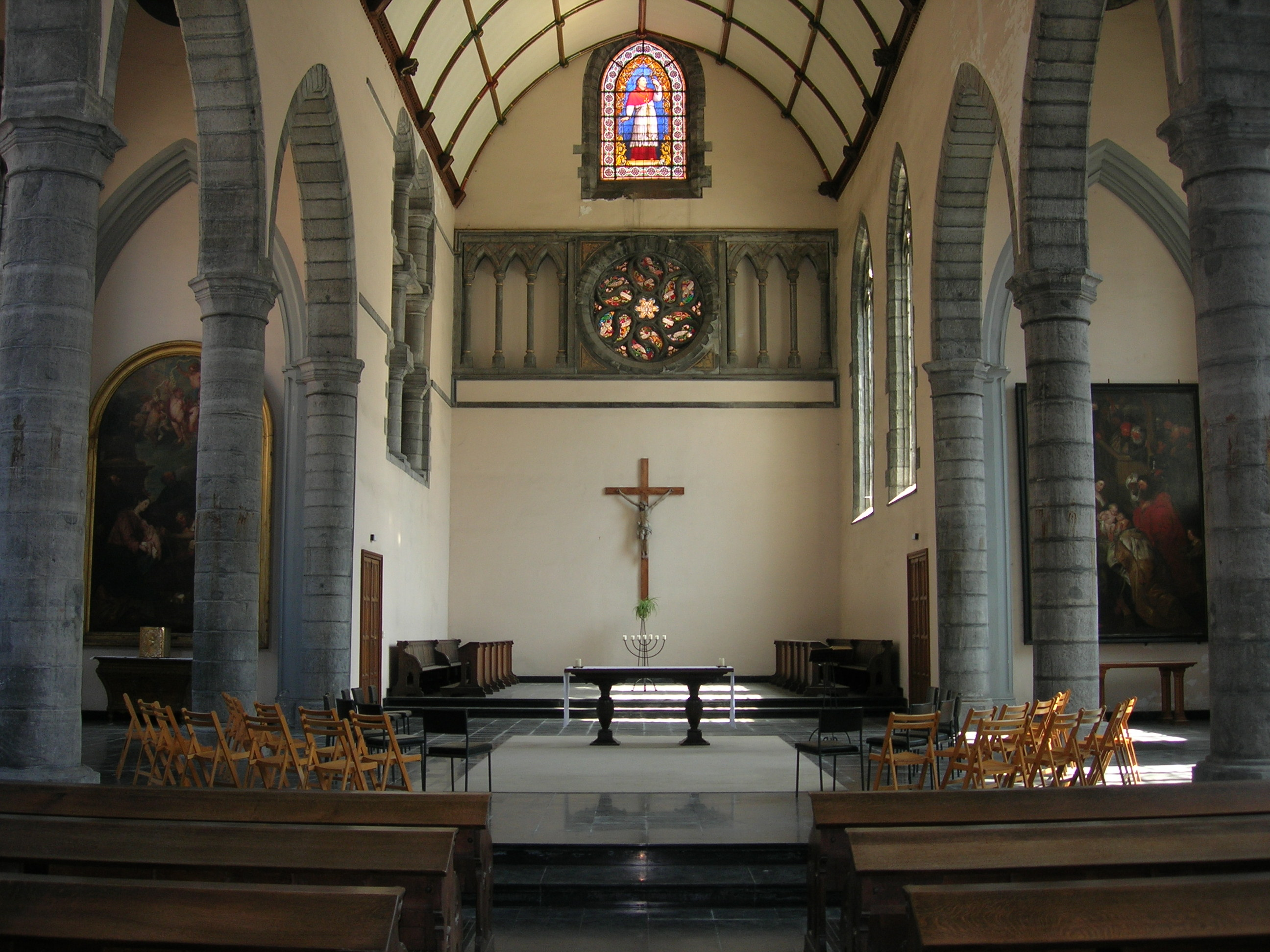
Koor in de kerk

De oude kerk van de Jezuïeten werd tussen 1601 en 1604 gebouwd in Doornikse steen, en andere regionale materialen. De plannen zijn opgesteld door de Jezuïetenbroeder Henri Hoeimaker uit Doornik, ook architect van de kerken van de Jezuïeten in Valenciennes (1607), Lille (1610), Mons (1617), Gent (1619) en Ypres (1625). De kerk is 41 m lang en 19,50 m breed. De gevel wordt gevormd door drie naast elkaar geplaatste gevels. De stijl is laat gotisch. Het portaal is in Renaissancestijl gebouwd. Het middenschip met twee zijbeuken, elk met een zadeldak, bestaat uit zes traveeën die eindigen op een priesterkoor met platte apsis, zonder transept.
De tribune, gelegen aan de achterkant van de gevel, is gemaakt van steen en marmer, in renaissancestijl (1605). Bepaalde decoratieve elementen vertonen gelijkenis met het doksaal van de kathedraal van Doornik, en is ontworpen door Cornelis Floris de Vriendt.
Vóór de neogotische restauratie van het koor (1897) had de kerk een hoogaltaar van Nicolas Lecreux (18e eeuw), afkomstig uit de oude abdij van Saint-Médard. Door het seminarie verkocht aan de stad Doornik en gedeponeerd bij de Halle-aux-Draps, verdween het bij de bombardementen van mei 1940. De "Hemelvaart" van Lecreux, voorheen in de Sainte-Margueritekerk in Doornik, werd in maart 2006 in de Séminaire-kerk geplaatst. Het gekleurde glas-in-lood bovenaan het hoogkoor stelt de heilige Charles Borromée voor, beschermheer van het seminarie; het is het werk van meesterglasmaker Capronnier (1866). De laatste interieurrestauratie van de kerk dateert van 1968-1969. De gevel is in 1973-1974 vernieuwd.

## De vorming van toekomstige priesters
Deze training vindt plaats over een periode van zeven jaar en omvat twee verschillende cycli.
- De eerste cyclus begint met een jaar van inwijding gevolgd door twee jaar filosofie.
- De tweede cyclus duurt vier jaar. De toekomstige priesters krijgen een intellectuele, spirituele en pastorale vorming. Door middel van gemeenschapsleven, gebed, pastorale cursussen en hun verschillende verplichtingen bereiden ze zich voor op hun toekomstige priesterlijke bediening.

## Hoger Instituut voor Theologie van het Bisdom Doornik
De cursussen die het Instituut aanbiedt, op verschillende gebieden van theologie en menswetenschappen, staan open voor iedereen.
Er wordt specifieke training aangeboden voor godsdienstleraren.
Het Hoger Instituut voor Theologie van het Bisdom Doornik (ISTDT) zorgt voor:
- de initiële opleiding van godsdienstleraren die toegang geven tot het bachelordiploma (lager secundair) of de master in religie (primair)
- aanvullende opleiding voor mensen met de vereiste titel, maar die niet de theologische en methodologische kennis hebben om volledig gekwalificeerd te zijn om de godsdienstcursus te geven

## Bibliotheek
De seminariebibliotheek is er sinds de 17e eeuw. Deze is in de loop van de tijd gegroeid dankzij donaties van individuen en gemeenschappen.
De "oude bibliotheek", met daarin een deel van de zeldzame werken die in het museum wordt bewaard, brengt werken samen van kanunniken van de kathedraal van Doornik en uit de kloosters van het bisdom Doornik of andere bisdommen die aan het eind van de 18e eeuw tijdens het Franse regime werden opgeheven. Daaronder werken van Benedictijnen (abdijen van Lobbes, Saint-Denis-en-Broqueroie, Saint-Ghislain, Saint-Martin de Tournai), Cisterciënzer (Aulne, Cambron), kanunniken (Arrouaise, Saint-Médard de Tournai, Saint-Victor de Paris), premonstratenzers (van de Abdij van Bonne-Espérance), Dominicanen, Jezuïeten en nog andere kloosterorden. Maar ook van presidenten en professoren van het seminarie zelf of andere Belgische en Franse seminaries en diocesane priesters.

## Seminariemuseum
Het Seminariemuseum, los van de bibliotheek, werd ingewijd in juni 1971 en ingericht door Canon Albert Milet, bibliothecaris en professor in de filosofie aan de instelling. Dit museum bestaat uit twee kamers en dient als permanente tentoonstelling voor een groot aantal kunstwerken, archeologische voorwerpen en oude boeken.
- De eerste kamer bevat voornamelijk schilderijen uit de 16e, 17e en 18e eeuw.
- De tweede kamer bevat de kostbaarste en zeldzame stukken. In eikenhouten meubels liggen de oudste en zeldzaamste werken die ooit de grote bibliotheek van het seminarie bevatten. Meer dan 340 manuscripten, waarvan de oudste (een boek met evangeliën) ) waarschijnlijk van vóór het jaar 1000 is, en de dikste (de Lobbes Bijbel) dateert uit 1084. Voorts 433 incunabelen, 97 post-incunable, ingebonden gedrukte werken, waarvan vele op een bepaalde manier gedateerd of versierd zijn, oude lokale prenten (Arras, Ath, Bruxelles, Cambrai , Douai, Luik, Lille, Bergen, Namen, Doornik, Saint-Omer, Valenciennes), evenals een groot aantal interessante werken voor Doornik en omgeving. Er is ook een collectie van 17 schilderijen op hout, geschilderd door Frans Pourbus (I).